# Bror Sahlström

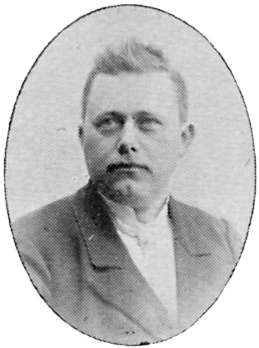
Bror Sahlström

Bror Axel Sahlström, född 18 april 1869 i Fryksände församling, död 2 april 1915 i Utterbyn, Fryksände, var en svensk skulptör. Han var son till lantbrukaren och politikern Per Sahlström samt bror till textilkonstnären Ida Sahlström och träsnittaren och målaren Anna Sahlström.
Han finns bland annat representerad med verk i Mikaelikyrkan, Arvika (dopfunt, 1904) och Trefaldighetskyrkan, Arvika (dopfunt). Han utförde även ett porträtt i brons av Georg Adlersparre på Adlersparremonumentet, som uppfördes 1906 i Sofielund vid Bysjön i nuvarande Eda kommun.
Bror Sahlström är begravd på Fryksände kyrkogård.

## Bilder

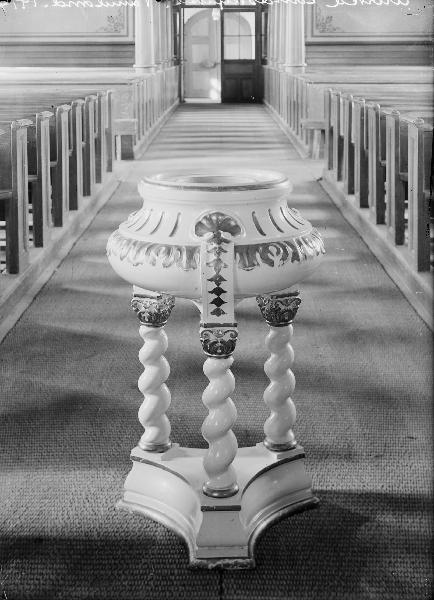
Dopfunten i Mikaelikyrkan i Arvika.
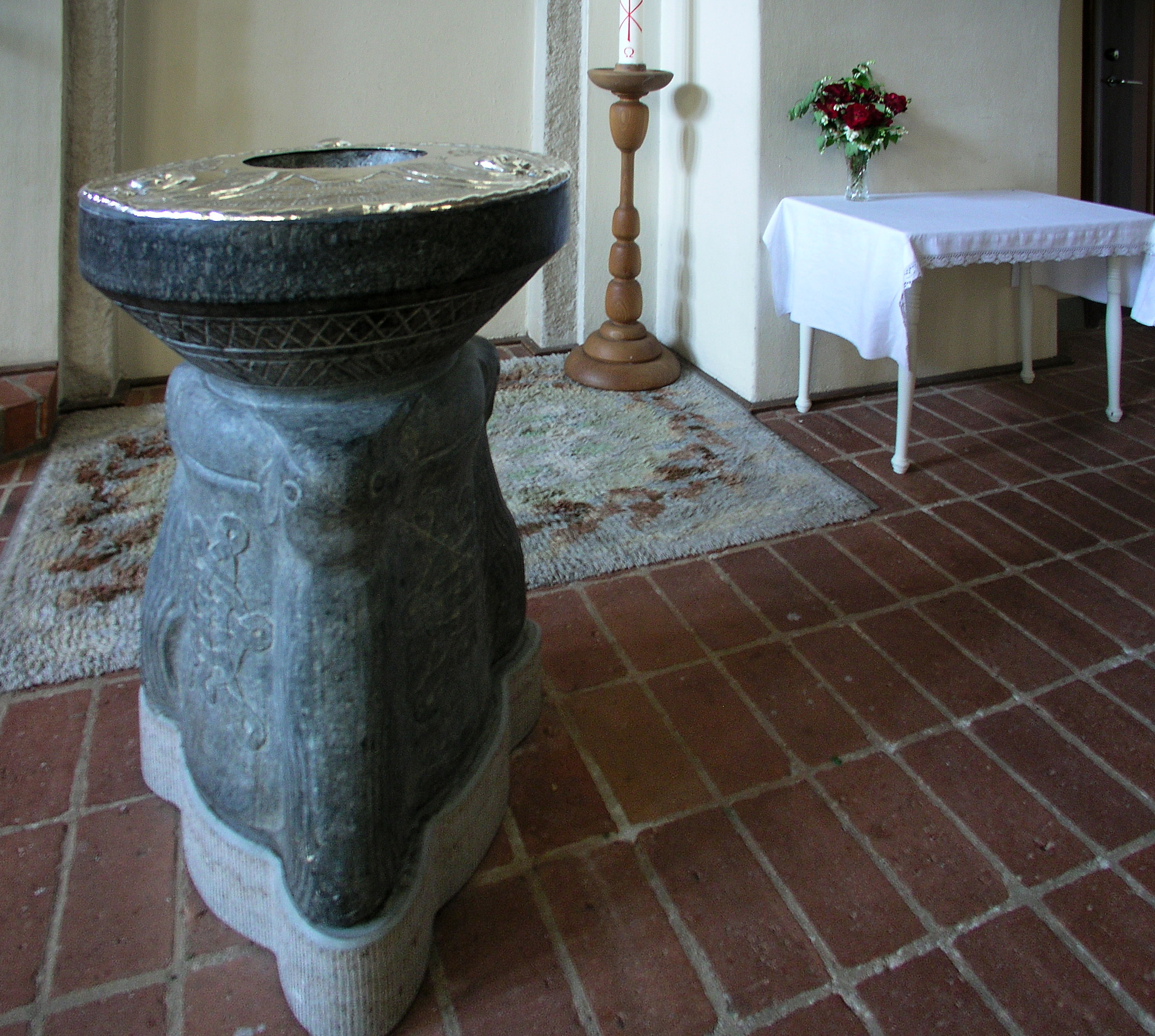
Dopfunten i täljsten i Trefaldighetskyrkan i Arvika.
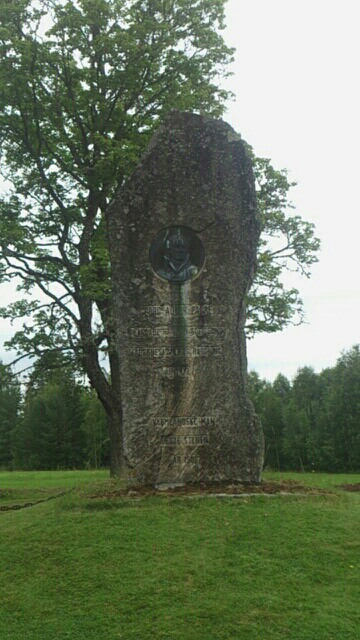
Adlersparre-monumentet uppfördes 1906 vid Eda skans befästning i Sofielund vid Bysjön i nuvarande Eda kommun.